# Lazar Shaulov
Lazar Shaulov (en russe : Ла́зарь Алекса́ндрович Шаулов), né le 18 février 1969 à Khassaviourt, est un homme d’affaires russe, fondateur et PDG du groupe d’entreprise Unitile jusqu’à 2014. 

## Biographie
Issu d’une famille de professeurs, Shaulov est né le 18 février 1969 dans la ville de Khassaviourt, Daghestan. En 1971 ses parents déménagent à Persianovka, (Raïon Oktiabrski de l’Oblast de Rostov). Son père enseignait l’histoire au collège agricole de Don (maintenant - L'université d'État agricole du Don). À la suite de l'examen final à l’école secondaire n.32 de Novotcherkassk, où sa mère enseignait l’art, le jeune Lazar s'inscrit à la faculté de l’agriculture de l’Université d'État agricole du Don, où il était parmi les meilleurs étudiants. Il a laissé la Fac de côté à la fin de son deuxième année d'études, insatisfait de ses perspectives pour l'avenir. En 1988 il a accepté le poste d’apprenti tourneur à l’usine de locomotives électriques NEVZ à Novotcherkassk. Ayant décidé de suivre les traces de son père, deux ans plus tard Lazar Shaulov quitte ce travail et s'inscrit à la faculté d’Histoire de l’université fédérale du Sud, dont il est diplômé en 1995. Sa thèse de doctorat a porté sur l’historiographie du rôle des investisseurs étrangers pendant le premier boom industriel.

## Carrière
Lazar Shaulov commença sa carrière très jeune, dans ses années d'étudiant. D’abord comme conducteur de moissonneuse-batteuse au moment de la récolte des 1987/1988 et plus tard au secteur de vente au détail de livres dans la ville de Rostov-sur-le-Don. En 1993 il était l'un des actionnaires fondateurs de la société demi-grossiste "Lidya" et possédait 20% du capital et des droits de vote. La nouvelle activité de cette société était le premier programme national de l’émission de papier commercial en coopération avec la banque  Centre-Invest. En 1994 Shaulov crée et dirige "Finansovy Sputnik" et d’autres sociétés qui s’occupaient des opérations en bourse .
En 1998 il a pris ses fonctions de directeur général à l’usine “Stroyfarfor” dans la ville de Chakhty, fabriquant des tuiles de céramique. Finalement il est devenu le seul actionnaire de la société . L’usine a modernisé sa chaîne de production et a ensuite transformé en groupe d’entreprises Unitile, qui a été créé en 2007 et comprenait également l’usine des carreaux de Voronej et l’usine “Quartz” à Saint-Pétersbourg . Vers l’an 2008 le groupe contrôlait environ 25% du marché des tuiles de céramique,.

## Différends de société
Le holding a été atteint par la Crise financière mondiale de 2007-2008, menant à une forte augmentation de l'encours de dette , qui a atteint 6,3 billions de roubles en 2012. Shaulov est demeuré l'actionnaire unique de "Stroyfarfor" et a nommé Leonid Maevsky le nouveau PDG du groupe d’entreprises. Quand même, Maesvsky a refusé de satisfaire aux obligations relatives à la dette, ce qui conduisit à un litige corporatif ,. Le différend a été réglé quand Shaulov a confié le contrôle intégral du holding à la société investisseuse A1 (fait partie du Groupe Alfa),.

## Activité communautaire
Lazar Shaulov est élu député à deux reprises dans l'Assemblée législative de l'oblast De Rostov. D’abord, en octobre 2005 en résultat de l'élection partielle au secteur électoral No.11 de la ville de Chakhty, en remportant 70.25% des voix. Ensuite, au mois de mars 2008 pour la quatrième convocation de l’Assemblée au même secteur électoral.

## Famille
Lazar Shaulov est marié et il est père de six enfants.